# Wybitne utwory fletowe kompozytorów śląskich XX wieku
Wybitne utwory fletowe kompozytorów śląskich XX wieku (tytuł angielski: "Outstanding Works for Flute by 20th-century Silesian Composers) – podwójny album współczesnej muzyki solowej w wykonaniu katowicko-wrocławskiego flecisty Grzegorza Olkiewicza wykonującego utwory śląskie napisane w XX wieku. Płyta została wydana w listopadzie 2015 przez oficynę Dux (nr kat. DUX 1233/1234). Uzyskała ona nominację do Fryderyka 2016 w kategorii Album Roku – Recital Solowy.

## Lista utworów

### CD1
- Bolesław Woytowicz: Sonata
  - 1. I Allegro
  - 2. II Andantino
  - 3. III Vivo
- 4. Ryszard Gabryś: Syrinx Parku Starowiejskiego
- 5. Aleksander Glinkowski: Intermezzo
- 6. Witold Szalonek: Głowa Meduzy

### CD2
- 1. Aleksander Glinkowski: Dialogos II
- 2. Henryk Mikołaj Górecki: 3 Diagramy
- Wojciech Kilar: Sonatina
  - 3. I Allegro molto
  - 4. II Andante con moto
  - 5. III Rondo Allegro
- Eugeniusz Knapik: Sonata
  - 6. I Molto tranquillo e semplice – legatissimo
  - 7. II Inquieto
  - 8. III Ben tenuto – Sostenuto
  - 9. IV Molto marcato – Energico – Con espressione
- Eugeniusz Knapik: Corale, Interludio e Aria
  - 10.I Corale
  - 11.II Interludio
  - 12.III Aria

## Wykonawcy
- Grzegorz Olkiewicz – flet
- Maciej Paderewski, Eugeniusz Knapik, Teresa Baczewska – fortepian
- Mirosław Makowski – wiolonczela
- Orkiestra Kameralna Filharmonii Śląskiej (dyr. Jan Wincenty Hawel)
- Orkiestra Kameralna PRiTV Amadeus (dyr. Agnieszka Duczmal)